# 泰勒·瓦德
喬瑟夫·泰勒·瓦德（英語：Joseph Taylor Ward，1993年12月14日—），為美國職棒大聯盟的三壘手與外野手，目前效力於洛杉磯天使。2015年美國職棒大聯盟選秀，天使在首輪26順位選進瓦德，而他在2018年登上大聯盟。

## 早年
瓦德畢業於加利福尼亞州印第奧的影子山高中，後來效力於弗雷斯諾州立鬥牛犬棒球隊。2014年，他又以奧爾良火鳥隊隊員的身份參加佛羅里達大學夏季棒球聯盟的比賽。

## 職業生涯
2015年美國職棒大聯盟選秀，瓦德在首輪26順位被天使隊選走。2016年和2017年，他分別升上1A和2A。
2018年球季開打前，球隊將瓦德從捕手改練成三壘手。8月14日，瓦德登上大聯盟。這年他的打擊率為1成78，並敲出6轟與15分打點。隔年他在小聯盟的打擊率為3成49，並入選小聯盟的明星賽。2020年，他的打擊率為2成77。2021年6月17日，他敲出生涯首發滿貫砲。
2022年，瓦德因為腹股溝緊繃而錯過開季。4月25日，他達成生涯首次單場雙響砲。4月27日，他更是差一支一壘安打就能達成完全打擊。

## 外部連結
- 球員資訊和成績在MLB，ESPN，Baseball-Reference，Fangraphs（英文）